# 普爾比亞
普爾比亞，在印度的意思是東方，是中世紀時從印度西部移民到恆河平原東部(現比哈爾邦和北方邦東部)的拉傑普特人。

## 歷史
普爾比亞人，是阿瓦德和博傑普爾士兵的的通用術語，他們是印度西部和北部統治者的僱傭軍。大多數普爾比亞人是僱傭軍，並為他們的服務付出了代價，但有些則是較小的土邦的實際國王。英國東印度公司在1857年之前，招聘印度士兵首選普爾比亞人，他們被稱為具有戰鬥精神。東印度公司的孟加拉軍隊更傾向於從阿瓦德和比哈爾的婆羅門和拉傑普特人招募他們的部分原因，是他們的平均身高是5呎8寸，在軍隊中形象較佳。

## 1857年兵變後
普爾比亞人在1857年印度嘩變中，發揮了重要作用。曼加爾·潘迪是一個值得注意的人物，他是在第34孟加拉人步兵團中服役的普爾比亞人。在鎮壓起義之後，英國當局決定不從東部平原招募部隊，新的孟加拉軍隊將主要從旁遮普邦的錫克人和穆斯林社區招募。在阿格拉與奧德聯合省西部和德里地區繼續招募普爾比亞人當兵，但規模要小得多。